# الصوت الخفي (فلم)
الصوت الخفي (Sotto voce) هو فيلم مغربي من إخراج كمال كمال سنة 2014، وبطولة كل من محمد البسطاوي، محمد خيي، أمال عيوش، محمد الشوبي، وآخرون.
يستلهم الفيلم مرحلة الاستعمار والماضي المشترك بين المغرب والجزائر للتذكير بالعلاقات الإنسانية الحميمية التي كانت تجمع بين الشعبين.

## القصة
يستحضر الفيلم جانبا من تاريخ العلاقات المغربية الجزائرية أثناء حرب التحرير الجزائرية بحيث تقطع السلطات الاستعمارية الفرنسية في عام 1958، طريق الإمداد الرئيسي في منطقة بني بوسعيد على الحدود الجزائرية المغربية عن طريق بناء حزام مكهرب ومنطقة عازلة مزروعة بالألغام بطول 700 كيلومتر، وذلك بهدف تشديد الخناق على جيش التحرير الوطني الجزائري.
وكان الصديق المغربي للثورة الجزائرية «موسى» يساعد اللاجئين الجزائريين على اجتياز جبال تلمسان، وبمر عبر منطقة بني بوسعيد التي أصبحت معبرا غير آمن ويستعين بجندي من ألمانيا.

## جوائز وتشريفات
حصد الفيلم ثلاثة جوائز منها جائزة الموسيقى الأصلية وجائزة الصوت والجائزة الكبرى للدورة الخامسة للمهرجان الوطني للفيلم بطنجة سنة 2014.

## روابط خارجية
- الصوت الخفي  في قاعدة بيانات الأفلام على الإنترنت (بالإنجليزية)
- الصوت الخفي في موقع africiné
- الصوت الخفي في موقع المركز السينمائي المغربي